# Château Périgord I
Château Périgord  är ett höghus som ligger på 6 Lacets Saint-Léon i Monaco. Den är den sjätte högsta byggnaden tillsammans med tvillingbyggnaden Château Périgord II inom furstendömet med 93 meter och 30 våningar.
Byggnaden uppfördes 1972.